# 长触螯蛛
长触螯蛛（学名：Cheliceroides longipalpis）为跳蛛科螯跳蛛属的动物。分布于越南以及中国大陆的海南、湖南等地。该物种的模式产地在越南。